# Меркурий (остров)
Остров Меркурий — небольшой (меньше километра в длину) остров у берегов Намибии. Скалистый и лишенный растительности островок покрыт толстым слоем птичьего гуано и пронизан десятками пещер. Несмотря на свой небольшой размер, он признан Bird Life и другими глобальными природоохранными группами одним из важных ареалов обитания птиц (IBAs), в связи с важным размножением прибрежных морских птиц.

## Расположение
Остров Меркурий находится в 800 метрах от берега в Заливе Спенсера и в 110 километрах к северу от Людерица. Остров всего 750 метров в длину (с севера на юг) и около 270 метров в ширину. В высоту достигает отметки — 38 метров над уровнем моря. Сегодня остров имеет постоянное население в виде двух человек, работающих на птицеводческой станции. Станция находится на северо-восточной стороне острова.

## Значимость
Небольшой остров площадью три гектара является домом для 16 тысяч очковых пингвинов, которые являются вымирающим видом, 1200 олуш, 5 тысяч бакланов (в том числе и Чубатые бакланы) и десятка тысяч других птиц.